# Новосілківське газове родовище
Новосілківське газове родовище належить до Більче-Волицького нафтогазоносного району Передкарпатської нафтогазоносної області Західного нафтогазоносного регіону України.

## Опис
Розташоване у Львівській області на відстані 25 км від м. Самбір.
Приурочене до північно-західної частини Косівсько-Угерської підзони Більче-Волицької зони. Новосілківська структура виявлена в 1962 р. Вона складена баденськими та нижньосарматськими утвореннями. По гіпсоангідритовому горизонту ця структура —  монокліналь з південно-західним зануренням, яка з горизонту НД-9 трансформується в напівантикліналь північно-західного простягання, яка на південному заході прилягає до Краковецького розлому. Її розміри по ізогіпсі — 830 м 3,4х1,2 м, амплітуда 25 м. 
Перший промисловий приплив газу отримано з інт. 1935 -1978 м у 1970 р. 
Поклади пластові, склепінчасті, тектонічно екрановані та літологічно обмежені. Режим Покладів газовий. На 1.01.1994 р. видобуток газу припинено у зв'язку з незначними дебітами. Запаси початкові видобувні категорій А+В+С1: газу — 702 млн. м³.